# Puisieux-et-Clanlieu
Puisieux-et-Clanlieu è un comune francese di 309 abitanti situato nel dipartimento dell'Aisne della regione dell'Alta Francia.

## Società

### Evoluzione demografica
Abitanti censiti